# Bora Bora (film)
Bora Bora este un film românesc din 2011 regizat de Bogdan Mirică. Rolurile principale au fost interpretate de actorii Alexandru Potocean, Mirela Zeta.

## Distribuție
Distribuția filmului este alcătuită din:
- Vlad Oancea — Cameraman
- Marian Negrescu — Orășeanul
- Iulian Postelnicu — Polițist
- Alexandru Potocean — Ion
- Teodor Corban — Inspector
- Ioana Flora — Reporterița
- Alexandru Fifea — Jandarm
- Mirela Zeta — Maria